# Philippe Lafontaine
Philippe Lafontaine (Gosselies, 24 maggio 1955) è un cantante e compositore belga.
Ha partecipato all'Eurovision Song Contest 1990 tenutosi a Zagabria con il brano Macédomienne.
Ha vinto il Victoires de la musique nel 1990 come "rivelazione pop maschile dell'anno".

## Discografia
- Ou...? (1978)
- Pourvu Que Ca Roule (1981)
- Charmez (1987)
- Fa Ma No Ni Ma (1989)
- Affaire (À Suivre) (1988)
- Machine À Larmes (1992)
- D'ici (1994)
- Folklores Imagninaires (1996)
- Compilation Attitudes (1997)
- Pour Toujours (1998)
- Fond De Scene Live (1999)
- De L'autre Rive (2003)